# Fritz Bayerlein
Fritz Bayerlein (Wurzburgo, Imperio alemán, 14 de enero de 1899-Wurzburgo, 30 de enero de 1970) fue un militar alemán de las tropas acorazadas al servicio de la Wehrmacht y del Tercer Reich durante la Segunda Guerra Mundial, periodo durante el cual alcanzó el grado de Generalleutnant, mandando unidades en diversos teatros de operaciones.

## Primera Guerra Mundial y periodo de entreguerras
Durante la Primera Guerra Mundial, Bayerlein fue reclutado para combatir como soldado en 1917 en el 9.º Regimiento de Infantería bávaro, en el Frente Occidental. Posteriormente fue destinado al 4.º Regimiento de Infantería, resultando herido y siendo condecorado por su actuación en el frente con la Cruz de Hierro.
Acabada la contienda, Fritz Bayerlein se alistó durante un corto periodo en un batallón de voluntarios, para ser posteriormente transferido, en mayo de 1919, al 45.º Regimiento de Infantería. El año 1921 efectuó un curso de formación como oficial, pasando así a ser uno de los oficiales del disminuido Ejército alemán que permitían las cláusulas del tratado de Versalles. En la Reichswehr alcanzó el rango de comandante.
En 1934 fue forzado a retirarse al tener antecedentes judíos aunque, posteriormente, fue readmitido en el ejército a instancias del propio Hitler.

## Segunda Guerra Mundial
A principios de la Segunda Guerra Mundial, Fritz Bayerlein tomó parte en la Invasión de Polonia en 1939 como oficial de Estado Mayor del general Heinz Guderian. Siguió ocupando dicho cargo durante la ofensiva alemana en el oeste, hasta el final de la batalla de Francia. Las tropas que mandaba habían logrado atravesar el río Mosa en las cercanías de Sedán el 14 de mayo y habían proseguido su avance hasta que el general Ewald von Kleist ordenó a Guderian que se detuviese.
El siguiente destino de Bayerlein fue en la campaña en África del Norte, en el Afrika Korps del general Erwin Rommel. Durante la batalla de Alam el Halfa, Fritz Bayerlein asumió el mando de las operaciones cuando el general Walther Nehring quedó incapacitado el 30 de agosto de 1942. Posteriormente quedó bajo las órdenes del general Wilhelm von Thoma. Volvió a asumir el mando en una batalla cuando las tropas del Reino Unido hicieron prisionero a Von Thoma en la Segunda Batalla de El Alamein el 4 de noviembre.
Cuando Rommel abandonó Túnez en marzo de 1943, tras el fracaso del ataque alemán contra Medenine (Operación Capri), Fritz Bayerlein fue nombrado oficial de enlace con el nuevo jefe italiano del Afrika Korps, el general Giovanni Messe. Durante este periodo, Bayerlein desarrolló un reumatismo muscular y enfermó de hepatitis. Por ese motivo, fue enviado a Italia con permiso por enfermedad justo antes de que las tropas alemanas destacadas en Túnez se rindiesen el 12 de mayo de 1943.
Una vez restablecido, Bayerlein fue destinado al Frente Oriental en octubre de 1943 para tomar el mando de la 3.ª División Panzer Berlin-Brandenburg. Su unidad quedó cercada en Kirovogrado por el Ejército Rojo, aunque se les pudo liberar del cerco.
A finales de 1943, Heinz Guderian le dio el mando de la 130.ª Panzer-Lehr-Division. Dicha unidad se desplazó a Budapest en marzo de 1944. Tras producirse el desembarco en Normandía, las tropas de Bayerlein fueron trasladadas urgentemente a Francia para combatir en la zona de Caen. Sufrieron severas pérdidas con motivo de los ataques aéreos en los alrededores de Saint-Lô durante la Operación Cobra.
Más tarde, estuvo a las órdenes del general Hasso von Manteuffel durante la batalla de las Ardenas y después tomó el mando del LIII Cuerpo de Ejército.
El 15 de abril de 1945, el teniente general Fritz Bayerlein se rindió, junto con sus hombres, a la 7.ª División Acorazada estadounidense en el Ruhr.
Bayerlein fue liberado de su cautiverio como prisionero de guerra el 2 de abril de 1947. Tras la guerra, se dedicó a escribir sobre temas militares, participando en los primeros estudios históricos efectuados sobre la Segunda Guerra Mundial.
Como curiosidad, fue consejero técnico en la película dirigida por J. Lee Thompson Los cañones de Navarone.
Falleció el 30 de enero de 1970 en Wurzburgo, su ciudad natal, en el Estado federado de Baviera.

## Teatros de operaciones
- Invasión de Polonia y de Francia en 1940.
- Operación Barbarroja, invasión de la Unión Soviética en 1941.
- Campaña en África del Norte con el Afrika Korps de 1941 a 1943.
- Frente del Este en 1943.
- Batalla de Normandía en 1944 con la 130.ª Panzer-Lehr-Division.

## Condecoraciones
| Fecha                   | Condecoración                                                                          |
| ----------------------- | -------------------------------------------------------------------------------------- |
| 26 de diciembre de 1941 | Cruz de Caballero de la Cruz de Hierro - (en alemán: Ritterkreuz des Eisernen Kreuzes) |
| 6 de julio de 1943      | Hojas de Roble                                                                         |
| 20 de julio de 1944     | Espadas                                                                                |

- Eisernes Kreuz II. Klasse (1914) – Cruz de Hierro de 2.ª Clase de 1914 (Prusia).
- Eisernes Kreuz I. Klasse (1914) – Cruz de Hierro de 1.ª Clase de 1914 (Prusia).
- 1939 Spange zum Eisernes Kreuz II. Klasee Klasse (1914) – Broche de 1939 para la Cruz de Hierro de 2.ª Clase de 1914 (Alemania).
- Ehrenkreuz für Frontkämpfer 1914-1918 – Cruz de Honor para los combatientes del Frente de 1914-1918 (Alemania).
- Verwundetenabzeichen in Schwarz  1918 – Insignia de herida en negro de 1918 (Imperio alemán).
- Verwundetenabzeichen in Silber 1939 – Insignia de herida en plata de 1939 (Alemania).
- Dienstauszeichnung der Wehrmacht IV.Klasse, 4 Jahre – Premio de la Wehrmacht de 4.ª Clase por 4 años de Servicios (Alemania).
- Dienstauszeichnung der Wehrmacht III. Klasse, 12 Jahre – Premio de la Wehrmacht de 3.ª Clase por 12 años de Servicios  (Alemania).
- Ärmelband Afrika – Cinta de manga “Africa” (Alemania).
- Ehrenblattspange des Heeres und Waffen-SS – Broche de Hojas de Honor del Ejército y las Waffen-SS (Alemania).
- Panzerkampfabzeichen (Ohne zahl) – Insignia de combate de tanques sin N° (Alemania).
- Namentliche Nennung im Wehrmachtbericht (swei Mal) – Mención de su nombre en el Informe de la Wehrmacht (2 veces) (Alemania).
- Deutsches Kreuz in Gold – Cruz alemana en oro (Alemania).
- Ordine Militare di Savoia Cavaliere – Orden Militar de Savoya, grado Caballero (Italia).
- Medaglia d'argento al Valore Militare – Medalla al valor Militar en plata (Italia).
- Medaglia commemorativa della campagna italo-tedesca in Africa – Medalla conmemorativa de la campaña germano-italiana en África (Italia).